# Автуничі (археологічна пам'ятка)
Авту́ничі — археологічна пам'ятка, одне із найбільш досліджених поселень епохи Київської Русі.
Знаходиться на півночі Чернігівської області, поблизу с. Автуничі Городнянського району. 
На площі понад 2,5 га відкрито численні житлові та господарські споруди, серед яких — майстерні ремісників, залишки садибної забудови, дігтярні й смолокурні, близько 10 гончарних горнів, дерев'яний колодязь зрубної конструкції. 
Виявлено різноманітний речовий матеріал (тисячі знахідок), зокрема: елементи одягу феодальної верхівки, зброю, спорядження коня, християнські символи (у т.ч. хрести-енколпіони), предмети, що вказують на торгові контакти (овруцький шифер та вироби з нього, малоазійська глиняна статуетка, медальйон скандинавського походження). 
Унікальним є фрагмент горщика 12 сторіччя, на якому по сирій глині гончар каліграфічно написав: «Боже, поможи рабу твоєму…», що свідчить про грамотність місцевого люду. 
Біля поселення у трьох курганних групах виявлено кладовище, на якому поховання проводилися за старим звичаєм — під насипами, із відповідним інвентарем.